# Floodland
Floodland — второй студийный альбом британской рок-группы The Sisters of Mercy, изданный в 1987 году. Полностью написанный и частично спродюсированный лидером группы Эндрю Элдричем, диск демонстрирует изменение стиля группы от гитарно-ориентированного рока к более танцевальному готик-року с использованием пианино, синтезаторов, саксофона, хоровых припевов и т. д.
Запись добралась до 9 позиции в британских чартах. Журнал Metal Hammer включил Floodland в 200 лучших рок-альбомов всех времён, а журнал Classic Rock наряду с Dreamtime The Cult назвал пластинку классикой готик-рока.

## Раскол
После выхода дебютного альбома First and Last and Always в марте 1985 года вокалист и лидер группы The Sisters of Mercy Эндрю Элдрич решил в качестве очередного сингла выпустить кавер-версию песни группы ABBA. К работе над записью он пригласил продюсера Джима Стейнмана, однако тот, в силу сложившихся обстоятельств, не смог принять предложение. В интервью 1988 года Элдрич вспоминал: «Я звонил ему по телефону ещё 3 года назад, когда в репертуар группы входила „Gimme Gimme Gimme“ (да, песня ABBA. Она довольно быстро вылетела из программы, её было сложно играть), и рассказал ему о песне и о том, что наша версия должна была звучать абсолютно ТУПО. Он полностью согласился со мной, но у него не было времени. Потом группа распалась».
Распад произошёл в то время, когда музыканты готовились к записи новой пластинки (октябрь 1985 года). У нового альбома уже было предварительное название Left on a Mission and Revenge, однако работа над ним была затруднена тем обстоятельством, что Элдрич отказывался исполнять материал, предложенный Уэйном Хасси, да и представления о будущей пластинке у музыкантов расходились в целом. Осознавая невозможность дальнейшего сотрудничества, группу сначала покинул Крэйг Адамс, а на следующий день — Уэйн Хасси. Элдрич решил продолжить запись альбома в качестве сольного исполнителя и в тот же день пригласил к сотрудничеству бас-гитаристку Патрицию Моррисон, которая в то время вместе со своей группой Fur Bible выступала в Британии на разогреве у Siouxsie and the Banshees. «Он спросил: „Сможешь?“, и я сказала: „Да“. У нас были намечены гастроли, так что я подождала, пока всё не прояснится, и тогда уже ушла», — вспоминала Моррисон.
2 ноября 1985 года журнал Sounds опубликовал сообщение: «The Sisters of Mercy, начиная с этой недели, когда состав покинули гитарист Уэйн Хасси и басист Крэйг Адамс, — это всего лишь Эндрю Элдрич и его верная драм-машина Avalanche. Планы, связанные с выпуском альбома в этом месяце, оказались нарушенными, но Эндрю намерен записать этот же альбом в следующем году, пригласив, возможно, Уэйна в качестве сессионного гитариста. <…> Эндрю также предложил бывшей басистке Gun Club, ныне участнице Fur Bible, Патриции Моррисон принять участие в записи альбома, но пока неясно, сохранит ли он название Sisters of Mercy».
Позже Эндрю Элдрич также признавался, что не был намерен продолжать музыкальную деятельность под прежним именем: «Для меня группа кончилась. С людьми, которые теперь превратились в The Mission, я заключил соглашение о том, что когда группа распадётся, никто не станет использовать его название».

## The Sisterhood и «This Corrosion»
Если первоначально раскол группы был «дружелюбным» (по выражению самого Элдрича), то последующие события придали негативный оттенок этому событию: Хасси и Адамс, объединив усилия, создали группу The Sisterhood. Торговля именем группы со стороны двух участников, которые её добровольно покинули, не нашла понимания у Элдрича, который к тому же остался единственным должником WEA. Более того, на выступлениях своей новой группы Хасси отпускал со сцены критические высказывания в сторону бывшего коллеги, что также не могло найти поддержки у давних поклонников The Sisters of Mercy. Элдрич совершил ответный ход, быстро собрав под таким же названием (The Sisterhood) новый состав с гитаристом Джеймсом Рэем, Патрицией Моррисон, клавишником Аланом Вега (Suicide) и ударником Лукасом Фоксом (ex-Motörhead). Этот коллектив (Элдрич выступал в качестве продюсера, но непосредственно в записи участия не принимал) выпустил один-единственный альбом Gift (1986), что вынудило Хасси, который не имел записи с новым коллективом, переименовать группу в The Mission.
Альбом Gift оказался провальным с коммерческой точки зрения и получил только негативные отзывы в прессе. В результате этого Элдрич потерял контракт с RCA Music Limited. Запланированный второй 12" EP Sisterhood «This Corrosion» был записан на студии Fairview Recording Studios с Аланом Вега, но так и остался неизданным. Джеймс Рэй позже вспоминал: «Затем мы провели несколько недель, работая над тем, что впоследствии воплотилось во второй сингл The Sisterhood „This Corrosion“, но Элдрич решил использовать последний, чтобы запустить в действие The Sisters Mk II».

## Запись

### Подготовка к записи
После «фиаско Sisterhood» Эндрю Элдрич решил вернуться к работе под прежним названием: «Думаю, это дурно отразилось на репутации The Sisters of Mercy: стоит повторить это снова, хотя бы по этой причине…» «Я не смог бы избавиться от этого названия, даже если бы очень постарался. Так что, менять его не было бы никакого смысла. Ведь в том, как я пишу и записываю песни, ничего не изменилось».
Элдрич, который в 1985 году сначала переехал в Вандсбек, а затем в Санкт-Паули, начал работу над новым альбомом в Гамбурге. Демо главным образом были записаны при помощи синтезатора Casio CZ, акустических гитар и новой драм-машины: «К тому моменту, как был написан Floodland, Эндрю успел потратить всю имевшуюся у него наличность на компьютер и секвенсор, и теперь искал недорогую драм-машину с более плотным звучанием малого барабана. Исходя из последнего требования, он остановил свой выбор на Yamaha RX5 — бит был плотным вполне, — и с ним записал альбом».
В 1986 году Эндрю приготовил демоверсии всех песен, за исключением композиции «This Corrosion». По утверждению самого музыканта, это фактически была его сольная работа, к которой не имел отношения никто, включая Патрицию Моррисон: «Это был полновесный сольник. Было очевидно, что мою партнёршу Патрицию Мориссон посетил авторский блок. У неё не просто идей новых не появлялось, я её и за бас-то взяться не мог заставить». Элдрич отрицал, что его подход к написанию песен изменился после распада группы: «This Corrosion» звучит как «Temple of Love II», «1959» звучит как «Afterhours часть 2». Не слышу тут разницы, не вижу изменений. Думаю, я просто продолжаю путь с того места, на котором остановился".
После того, как предварительные версии песен были готовы, Элдрич передал издательскую лицензию компании SBK Songs Limited (к этому времени входившую в EMI Music Publishing) и приступил к переговорам со своим лейблом WEA. Отправной точкой явилась песня «This Corrosion», и записать её предстояло Джиму Стейнману. «Едва только у меня появилась „This Corrosion“, я тут же подумал о нём», — признавался Элдрич. — Стейнман — человек крайностей. Это была первая пластинка Sisters за несколько лет, и она должна была стать особенной". «Чтобы „продать“ идею Стейнману, мы сказали: это будет словно бы кульминация диско-вечеринки у Борджиа; и на это он клюнул».
Элдрич, кроме того, использовал Стейнмана, чтобы выбить из записывающей компании достойный студийный бюджет. «Это одна из причин, почему я использовал Джима Стейнмана: ведь если он говорит компании: „Нам нужен хор, и вы сейчас мне это оплатите“, те раскошеливаются немедленно. А если б я попросил о том же, они бы задумались: „На что, интересно, он на самом деле эти деньги потратит?“», — признавался Элдрич. Как говорил Бойд Стимсон (офис-менеджер Merciful Release), глава отдела артистов и репертуара (A&R) компании Warner Bros. Макс Хоул выделил группе по £50 000 за песню. «Мы знали, что с „This Corrosion“ у нас кое-что получилось… Записывающая компания заявила: „£50 000“ — <и мы решили> неплохо за альбом, но Макс добавил: „Нет, это за одну песню!“».

## Альбом

### Тематика песен
Отвечая в одном из интервью на вопрос о происхождении названия альбома Эндрю Элдрич утверждал следующее: «Я просто написал эти песни и только потом подумал: „Боже, там ведь всё о воде. Очевидно, сказалось место жительства: в Гамбурге полно воды“».
Что касается тематики песен альбома, то её центральная композиция, «This Corrosion», восходит к конфликту между Элдричем и его бывшими коллегами, которые в то время уже сформировали The Mission. Текст песни — это пародия на шаблонные бессмысленные рок-песни, которые в частности писал Уэйн Хасси. Элдрич: «Конечно же, она направлена против конкретного человека, и не обязательно быть гением, чтобы догадаться, на кого; у него самого наверняка это потребует много времени. […] Почти весь текст следует прочитывать, как если бы он был закавычен. Распечатать все эти цитаты означало бы внести слишком много путаницы». «Слова THIS CORROSION напечатаны заглавными буквами, потому что это заголовок песни другого автора. Я придумал этот вымышленный ансамбль и заставил его петь все эти глупости. […] Уэйн делал так: уединялся с перечнем песенных заголовков, выбирал самые звучные и из них составлял текст. Смысла не предполагалось: главное, чтобы слова звучали красиво».
«Dominion/Mother Russia» была навеяна хорошо известной поэмой «Ozymandias» from which one line is lifted (Eldritch: «The song is about erecting monuments in outrageous places to one’s own personal power and then crumbling away».), в то время как вторая часть повествует о взрыве на Чернобыльской АЭС. По признанию самого Элдрича «это единственная песня на записи, которая действительно хватает слушателя за горло. Все остальные говорят: „Ok, мы — песни, мы сидим здесь, мы делаем то, что мы делаем, и если ты не хочешь нас слушать, ok.“ Dominion говорит: „А ну-ка, слушай сюда“».

### Список композиций
Слова и музыка всех песен — Эндрю Элдрич.
| №                   | Название                  | Длительность |
| ------------------- | ------------------------- | ------------ |
| 1.                  | «Dominion/Mother Russia»  | 7:00         |
| 2.                  | «Flood I»                 | 6:22         |
| 3.                  | «Lucretia My Reflection»  | 4:57         |
| 4.                  | «1959»                    | 4:09         |
| 5.                  | «This Corrosion»          | 10:55        |
| 6.                  | «Flood II»                | 6:47         |
| 7.                  | «Driven Like The Snow»    | 6:27         |
| 8.                  | «Never Land (A Fragment)» | 2:46         |
| Общая длительность: | Общая длительность:       | 49:16        |

| №   | Название  | Длительность |
| --- | --------- | ------------ |
| 9.  | «Torch»   | 3:51         |
| 10. | «Colours» | 7:18         |

| №   | Название                   | Длительность |
| --- | -------------------------- | ------------ |
| 11. | «Never Land (Full Length)» | 11:59        |
| 12. | «Emma»                     | 6:20         |

## Выпуск альбома

### Сингл «This Corrosion» (сентябрь 1987)
Хотя изначально Элдрич планировал выпустить в качестве первого сингла «Dominion», первой представленной композицией с альбома стала «This Corrosion».
Для видео к песне WEA Records выделила бюджет свыше £50 000. Съёмки клипа, в котором приняли участие модели Ugly Enterprises Ltd., а также некоторые друзья музыкантов, проходили в Лондоне под руководством продюсера Стюарта Орме (англ. Stuart Orme). «„This Corrosion“ снимался в Уоппинге или где-то в окрестностях, то ли в складском помещении, то ли на заброшенной съёмочной площадке… Мы собирались отправиться в Казахстан в СССР, но в то время русская фирма Мелодия, кажется, так она называлась, вела переговоры с Западом о правах на съёмки видео. Нам выехать не разрешили из опасений, что это может сорвать переговоры», — вспоминала Патриция Моррисон.
Сингл поступил в продажу 18 сентября 1987 года. Каждый из форматов (7", 12", CD и кассета) содержал различные версии песен, что сам Элдрич объяснял следующим образом: «Изначально я хотел сделать длинную версию; такой и представлял я себе песню. Но записывающая компания наложила на это вето, так что целый уик-энд пришлось провести за микс-пультом. Трёхминутный вариант понравился мне больше всего, но затем я решил подготовить ещё один, средней продолжительности. На лонгплее трек представлен в том же варианте, что и на 12-дюймовом EP, просто затихает чуть раньше. Кассетная версия, опять-таки отличается от других: Джим настоял на том, чтобы самому провести редактирование. Фрагментация на мелкие кусочки как-то вообще ему по душе».
На обратной стороне сингла была представлена композиция «Torch», Элдрич сам записал для неё все инструменты и сам спродюсировал её. «Torch» была записана в 1985 году для альбома Left on Mission and Revenge. Для 12-дюймового сингла Элдрич добавил песню «Colours», созданную в рамках проекта Sisterhood.
В Британии сингл поднялся до 7 места в хит-параде. Для поддержки сингла Элдрич и Моррисон в сопровождении James Ray and the Performance появились на телевидении в передачах Top of the Pops и The Roxy.
В США сингл не попал в Billboard Hot 100, но 19 декабря 1987 года достиг 38 позиции в Billboard Club Play Chart.
В Германии сингл достиг 17 позиции.

### Альбом Floodland (ноябрь 1987)
Альбом Floodland вышел 13 ноября 1987 года на WEA Records и, в основном, получил хорошие отзывы музыкальных критиков.
Имени Патриции Моррисон, которая присутствовала на обложке, нигде на пластинке упомянуто не было. Позже в интервью сама Патриция говорила, что этому факту не стоит придавать особого значения: «Если посмотрите на пластинки Sisters, кто на чём сыграл, обычно и не указано. Эндрю пишет песни, так что нет смысла упоминать других. Я прекрасно отдавала себе в этом отчёт, когда вышел альбом, но мне не пришло в голову, что это может смутить других. Но если не изучать наши интервью, то, пожалуй, невозможно и догадаться о том, что я — участница группы».
В Великобритании Floodland поднялся до 7 места. Уже одни только предварительные заказы обеспечили альбому серебряный статус в день релиза. 11 марта 1988 года он стал золотым, разойдясь 100-тысячным тиражом. По словам Элдрича, расходы на его производство, весьма значительные, окупились в 1989 году.
В Германии (по утверждению Элдрича, второму по объёму после Британии рынке сбыта продукции Sisters) Floodland попал в хит-парад Top 100 album chart 14 декабря 1987 года, где достиг 32 позиции и в целом продержался двадцать недель. В 1993 году он стал «золотым» после того, как суммарный объём продаж превысил 250 000 копий.
В США Floodland поступил в продажу 11 января 1988 года при поддержке компании Elektra Records. Он достиг 101 места в хит-параде Billboard 200 12 марта 1988 года, но не оказал такого влияния на мейнстрим, как в остальных частях света.

### Сингл «Dominion» (февраль 1988)
В конце февраля 1988 года вторым синглом из альбома был выпущен ремикс «Dominion». Релиз был анонсирован ещё в декабре 1987 года, но оказался отсрочен: в январе Элдрич записал версию хита Hot Chocolate «Emma», который в качестве би-сайда вошёл в 12-дюймовую версию сингла.
Продюсер Хью Джонс вспоминал: «Большая часть музыкальных партий для „Emma“ были записаны в лондонской The Church Studios, на Крауч-Энд, а завершающие наложения и микширование были проведены в Master Rock (ужасное название!!) Studios в Килберне. Формально партию бас-гитары здесь исполнила Патриция, но много индивидуальных фраз мы семплинговали: передвигая их туда-сюда, вставляли по собственному усмотрению. И — да, вокал мы записали на концертной площадке. Эндрю несколько раз до этого пытался записать „Emma“, но результатом каждый раз оставался неудовлетворённый; ему всегда казалось, что на концерте песню он исполняет лучше. Мы арендовали здание Килбернского национального театра и передвижную студию Rolling Stones, сыграли трек для Эндрю через сценические мониторы и записали несколько его вокальных партий, исполненных на сцене. Было всё: свет, сухой лёд, всё, чтобы воссоздать атмосферу концерта, — кроме аудитории. Окончательный результат вобрал в себя некоторое число таких вокальных „попыток“. Очень свободно и в духе 80-х, особенно B-side!».
Другие треки би-сайда, созданные из различных фрагментов «Dominion», были подготовлены незадолго до начала съёмок видеоклипа «Dominion». «Sandstorm» состоит из разнообразных семплов саксофонных и клавишных партий, изъятых из «Dominion» и смикшированных в мрачный инструментальный трек, который был использовался в начале видео. «Untitled» — замедленный инструментальный отрывок из «Dominion». В CD-вариант сингла вошёл также «Ozymandias» — «Dominion», запущенный задом наперёд.
Видеоклип к песне «Dominion» был снят в феврале 1988 года в древнем городе Петра (территория современной Иордании).После коммерческого успеха «This Corrosion» WEA вновь выделили бюджет в £50 000 и пригласили к работе режиссёра Дэвида Хогана (англ. David Hogan), который снял видеоклип в течение двух дней после более четырёх месяцев подготовки. Элдрич называл это видео «Лоуренс Аравийский. Часть вторая».
В Британии сингл поднялся до 13 строчки хит-парада. В рамках промоушна новой работы Элдрич и Моррисон, в сопровождении музыкантов из группы James Ray and the Performance, появились на телевидении в передачах Top of the Pops и The Roxy.
В США сингл был издан лишь как 12-дюймовый промодиск. Несмотря на это он поднялся до 30 строчки в хит-параде Billboard Club Play Chart 18 июня 1988.

### «Lucretia My Reflection». Сингл, май 1988
Третий сингл Sisters, ремикс «Lucretia My Reflection», вышел 27 мая 1988 года; после него группа не выпускала синглов два с половиной года.
Поскольку Элдрич весной 1988 года провёл месяц в Slaughterhouse Recording Studios в Дриффилде, оба микса — семи- и двенадцатидюймовый варианты — были, по-видимому, записаны в ходе этих сессий. Владелец студии Рассел Уэбстер: «Эндрю Элдрич месяц находился в студии. Мы с ним здорово повеселились, и его динамичная музыка настолько мне пришлась по душе, что я решил и сам сделать что-нибудь в том же духе». Патриция Моррисон: «Ремикс выше всяких похвал. Мне он понравился тогда и продолжает нравиться сейчас».
Поскольку текст песни содержал слова «Long Train», одноименный трек Sisters был выбран для би-сайда. «Long Train» был первоначально выпущен в 1984 году на гибком диске; этот релиз стал коллекционной редкостью.
Видео снял в Индии режиссёр Питер Синклер, использовавший, в числе прочих, помещение Бомбейской хлопковой фабрики. Также в Индии был снят видеоклип к «1959» — композиции, которую Элдрич некоторое время собирался выпускать синглом.
В последнюю неделю мая 1988 года The Sisters of Mercy выступили в Швейцарии на рок-фестивале в Монтрё (Casino Barrière de Montreux, 24-31 мая), организованном BBC, MTV и Télévision Suisse Romande, телетрансляция с которого прошла во многих странах мира. Единственное выступление перед большой аудиторией в эпоху Floodland прошло под фонограмму; на сцене группе «помогали» участники James Ray and the Performance. «Эта музыка и не предназначалась для концертного исполнения. [Floodland] родился именно таким как раз потому, что о живом исполнении речи не шло вообще», — признавался позже Элдрич. Офис-менеджер Merciful Release Бойд Стиминсон вспоминал: «Это был сущий кошмар. Пластинку Floodland Эндрю выпустил, а на гастроли выходить отказался». Выступив под фонограмму в телепрограмме Top of the Pops 16 июня 1988 года, The Sisters следующие два года на сцену не выходили.
В Великобритании сингл поднялся до 20 места в чартах. В США он не вошёл в Billboard Hot 100, но 20 августа 1988 года поднялся до 30-й позиции в Billboard Club Play Chart. В Германии сингл в чартах не появлялся.

### Видео «Shot», октябрь 1989
Эндрю Элдрич: «Для меня лично '88 был, наверное, лучшим, потому что вышел Floodland: до этого все списали нас со счетов, а тут вдруг — три сингла, три выступления в Top of the Pops, просто ураган: в общем, я просто на год засел дома в Гамбурге, с настроением: „Ей, олрайт, окей — всем спасибо!“».
Патриция Моррисон: «С материалом следующей пластинки мы хотели бы уже выйти на гастроли, но как — чтобы решить этот вопрос потребуются и время и усилия. Прежде чем сделать такую попытку, мы бы предпочли выпустить ещё один альбом».
В апреле 1989 года с новым гитаристом Андреасом Брюном (англ. Andreas Bruhn) группа начала работу над следующим альбомом Vision Thing. 17 июля 1989 года для нового материала Элдрич зарегистрировал новую издательскую компанию Eldritch Boulevard Limited (30 июля она была переименована в The Sisters of Mercy Limited, с регистрационным номером 02141011).
В октябре 1989 года WEA выпустила VHS-видео Shot, куда вошли все четыре промовидео с альбома Floodland.
В том же месяце Элдрич расстался с Патрицей Моррисон. «Патриция навсегда покинула группу в октябре прошлого года. Патриция была ценна во всех отношениях, она умела играть на басу, много дала группе как автор, многие годы обеспечивала моральную поддержку», — говорил Элдрич в июне 1990 года. Спустя время роль Моррисон в успехе группы была пересмотрена. Спустя годы бывший менеджер группы Бойд Стимсон вспоминал, что «её роль была скорее декоративной, чем творческой, хотя имидж и аура, которые создавала она и их интригующие взаимоотношения с Элдричем, всё-таки имели немало значения». Сама Моррисон после бесцеремонного увольнения многие годы продолжала хранить обиду на Элдрича и отказывалась вспоминать в интервью время, проведённое в рамках The Sisters of Mercy.

## Участники записи
- Эндрю Элдрич — вокал, клавишные, синтезаторы, гитара, бас-гитара, программирование
- Патриция Моррисон — бас-гитара, вокал
- Доктор Аваланч (драм-машина) — ударные